# Голобуцкий, Владимир Алексеевич
Влади́мир Алексеевич Голобу́цкий (укр. Володимир Олексійович Голобуцький; 28 июля 1903 года, Великий Бор — 21 января 1993 года, Киев) — советский и украинский историк, главный специалист по казачеству. Доктор исторических наук (1947), профессор (1949). Лауреат Государственной премии УССР в области науки и техники (1980).

## Биография
Родился в семье священнослужителя.
С 1919 работал в местном военном комиссариате. С 1924 член Комсомола, секретарь ячейки.
В 1930 году закончил историко-экономическое отделение педагогического факультета Северокавказского государственного университета в Ростове-на-Дону. В 1930—1934 преподавал в школах и техникумах в г. Грозный. В 1934—1937 аспирант, преподаватель пединститута им. А. И. Герцена в Ленинграде. В 1937—1940 доцент и зав. кафедры истории народов СССР Краснодарского пединститута.
Кандидатская диссертация «Дипломатические отношения Московского правительства с Богданом Хмельницким до Земского Собора 19 февраля 1651 г.» была защищена в 1938 году в Ленинградском пединституте, научный руководитель — академик АН СССР Б. Д. Греков. В 1940—1942 работал доцентом Ленинградского пединститута, в 1942—1943 преподавателем в пед. училище села Аксубаево Татарской АССР, в 1943—1947 — завкафедры истории СССР Казанского государственного университета.
После возвращения из эвакуации в 1947 защитил докторскую диссертацию «Черноморское казачество: Очерк социальной истории» (Ленинградский государственный университет). В 1947—1949 завкафедры, декан исторического факультета Черновицкого государственного университета, профессор (1949). Одновременно старший научный сотрудник, в 1949—1950 завотдела истории народов СССР, в 1951 завотдела историографии и фондов, в 1951—1954 с.н.с. отдела археографии, в 1954—1958 — отдела истории феодализма, в 1958—1961 завотдела истории феодализма, в 1974—1979 с.н.с.-консультант отдела дружбы народов Института истории АН УССР. Принимал участие в работе 11 Международного конгресса историков (Стокгольм, 1960).
С 1951 по 1953 год заведующий кафедрой истории СССР Киевского педагогического института. С 1961 по 1971 год профессор, заведующий кафедрой истории народного хозяйства Киевского института народного хозяйства. В 1972—1984 с.н.с.-консультант Института экономики АН УССР.

## Публикации[3]
- Запорізька Січ в останні часи свого існування. (1734—1775 рр.). — Дніпропетровськ, 2004.
- Запорозьке козацтво. — К., 1994.
- Історія народного господарства Української РСР: В 3-х тт., 4-х кн. — Т. І — К., 1983. (у співавт.).
- История Украинской ССР. В 10 тт. — Т. ІІ. — К., 1982 (у співавт.).
- Історія Української РСР: У 8-и тт. 10 кн. — Т. І., Кн. 2. — К., 1979 (у співавт.).
- Экономическая история СССР. — М., 1978 (у співавт.).
- Економічна історія Української РСР: Дожовтневий період. — К., 1970.
- Гомін, гомін по діброві: Іст. розповіді. — Вид. 2. — К., 1968.
- Дипломатическая история Освободительной войны украинского народа 1648—1654 гг. — К., 1962.
- Запорізька Січ в останні часи свого існування. 1734—1775 рр. — К., 1961.
- Запорожское казачество. — К., 1957.
- Запорожье в XVIII в. // Очерки истории СССР. Период феодализма. Россия во II-й пол. XVIII в. / Под ред. А. И. Барановича и др. — М., 1956.
- Черноморское казачество. — К., 1956.
- Росія і визвольна війна українського народу 1648—1654 рр. — К., 1954.
- Освободительная война украинского народа под руководством Б. Хмельницького (1648—1654 гг.). — М., 1954.
- Воссоединение Украины с Россией. — М., 1954 (у співавт.).
- Богдан Хмельницький — великий син українського народу. — К., 1954.